# وليام جازكي
وليام جازكي (بالإنجليزية: William Gazecki)‏ هو مخرج أفلام وثائقية وملحن موسيقي سابق معروف أكثر بجائزة الأوسكار  وجائزة أخبار وثائقي إيمي  فيلم واكو: قواعد المشاركة (1997).  حاز الفيلم لأول مرة في مهرجان صندانس السينمائي، وحصل على جائزة الإنجاز المتميزة للرابطة الوثائقية الدولية، وحصل على جوائز في كل من مهرجان ملبورن السينمائي الدولي ومهرجان فانكوفرت السينمائي الدولي.

## روابط خارجية
- وليام جازكي على موقع IMDb (الإنجليزية)
- وليام جازكي على موقع قاعدة بيانات الفيلم (الإنجليزية)